# Camp de concentration de Syrets
Le camp de concentration de Syrets a été créé en 1942 sur l'emplacement d'un ancien camp de la garnison de Kiev au nord de la ville.
Il est situé à quelques centaines de mètres du ravin où les Allemands perpétrèrent le Massacre de Babi Yar tuant 33 700 Juifs en septembre 1941.
Administrativement, le camp de Syrets dépendait du camp de concentration de Sachsenhausen en Allemagne. Environ 3 000 personnes étaient emprisonnées dans le camp, gardées par des policiers ukrainiens et des SS allemands.
Au total, on estime qu'environ 25 000 personnes sont mortes dans le camp de Syrets.
Le camp dirigé par Paul Otto von Radomski était destiné aux prisonniers considérés comme des opposants du régime nazi, principalement des Juifs. Une fois une personne arrêtée, seuls les qualifiés allaient survivre pour être utilisés comme travailleurs forcés. Tous les autres étaient abattus ou tués dans des camions à gaz.
Les prisonniers (hommes et femmes) étaient logés dans des baraques en bois avec des escaliers menant sous terre pour les empêcher de geler en hiver.
Les détenus étaient sous-alimentés et beaucoup sont morts de faim, avec une mortalité journalière de 10 à 15 personnes. Radomski appliquant un régime de terreur dans le camp, pour les plus petits délits il imposa de lourdes peines et frappa souvent les détenus de son fouet. 
Les internés du camp furent également des communistes, prisonniers de guerre soviétiques et partisans. Le 18 février 1943, trois joueurs de football du Dynamo Kiev qui avaient pris part au Match de la mort contre l'équipe de la Luftwaffe furent assassinés dans le camp. 
Avant leur retrait de Kiev, les nazis tentèrent de dissimuler les nombreuses atrocités qu'ils avaient commises à Babi Yar. Paul Blobel se chargea de superviser le Sonderaktion 1005 pour éliminer les traces des crimes. Pendant six semaines d'août à septembre 1943, plus de 341 prisonniers enchaînés ont été contraints d'exhumer et brûler les cadavres, puis réduire complètement les os à l'aide des pierres tombales du cimetière juif.
Les prisonniers se sont révoltés brièvement et 15 personnes réussirent à s'échapper, l'un d'eux, Vladimir David, témoigna plus tard au procès de Nuremberg. 311 prisonniers furent ensuite exécutés à la suite de cette révolte.
Lorsque l'Armée rouge prit le contrôle de la ville de Kiev, le 6 novembre 1943, le camp est devenu un camp soviétique pour prisonniers de guerre allemands et utilisé jusqu'en 1946. 
Le camp a ensuite été démoli et, dans les années 1950 et 1960, le développement urbain a commencé sur cet emplacement avec la construction d'un complexe d'appartements et d'un parc. La construction d'un barrage à proximité a également vu le ravin rempli de pâte industrielle dans l'espoir d'une décantation qui aurait atteint les bords du vallon. 
Ce barrage céda en 1961, provoquant une coulée de boue qui fit de nombreuses victimes dans la population locale. Après cette catastrophe, le ravin fut comblé par des milliers de tonnes de terre pour y construire un quartier résidentiel traversé par une route à grande circulation.